# 메디치: 피렌체의 지배자들
《메디치: 피렌체의 지배자들》(Medici: Masters of Florence)은 15세기 피렌체를 배경으로 하는 메디치 가문을 다루는 TV 드라마이며, 더스틴 호프먼이 조반니 디 비치 데 메디치, 리처드 매든이 코시모 데 메디치, 스튜어트 마틴이 로렌초 데 메디치(선대) 역을 맡았다. 프랭크 스팟니츠(《엑스파일》, 《높은 성의 사나이》)와 니콜러스 메이어(《스타 트렉 2: 칸의 분노》)가 공동 제작하였다. 세르지오 미니카-게잔(《대지의 기둥》)은 총 8부 작으로 계획했다. 1,2편이 2016년 10월 18일 Rai 1(이탈리아 방송 채널)에서 방영되었다.